# Roderick Strong
Christopher Lindsey (Eau Claire, 26 de julho de 1983) é um lutador de luta livre profissional americano, mais conhecido por seu nome de ringue Roderick Strong, que atualmente trabalha para a All Elite Wrestling (AEW).

## Carreira
- IPW Hardcore
- NWA Florida
- Ring of Honor
- Total Nonstop Action Wrestling
- Full Impact Pro
- Pro Wrestling Guerrilla
- WWE

## No wrestling
- Finishing moves
  - CX '02 (Crucifix cutter)[6][7]
  - CX '03 (Straight jacket Gory neckbreaker)[6][7]
  - Death by Roderick (Fireman's carry double knee gutbuster, seguido de um second rope)[6]
  - Gibson Driver (Sitout double underhook powerbomb)[7]
  - Half nelson backbreaker[6]
  - Inverted cloverleaf, seguido de um bodyscissors
  - Sick Kick (Running single leg dropkick ou um running big boot)[8]
  - Strong Hold (Elevated Boston crab with a knee to the back ou um straight jacket choke)[6][7]
- Signature moves
  - Backhand chop
  - Diving elbow drop
  - Double leg slam
  - Dropkick[6]
  - Multiple rib breakers[6]
  - Multiple backbreaker variations
    - Argentine, sometimes while dropping to a kneeling position[6]
    - Belly to back
    - Canadian, sometimes while dropping to a seated position[6]
    - Catapult
    - Double underhook[6]
    - Pendulum
    - Power–Breaker (Powerbomb onto the knee)[6][7]
    - Side slam, sometimes preceded by a capture suplex lift
    - STO
    - Tilt-a-whirl

  - Múltiplas variações de suplex
    - Capture suplex onto the knee[6]
    - Double underhook[6]
    - Sitout, sometimes preceded by a slingshot

  - Slingshot suplex powerslam
- Com Jack Evans
  - Finishing moves
    - Ode to the Bulldogs / Skipping a Generation

  - Signature moves
    - Vertical suplex (Strong) / 450° splash (Evans) combination
    - Roderick grabs Evans' leg and flips Evans into an assisted standing corkscrew 450° splash
    - Multiple powerbomb / moonsault combination variations
      - Strong lifts Evans into a powerbomb position, while Jack flips into a standing moonsault double stomp to an opponent's back, while being trapped between the top turnbuckle and middle rope
      - Strong lifts Evans into a powerbomb position, while Jack flips into a moonsault onto the fallen opponent
      - Strong lifts Evans up with a military press and throws him into an opponent in the corner, resembling a Fastball Special

- Managers
  - Jade Chung
  - Ron Niemi
  - SoCal Val
  - Paul London
  - Truth Martini
- Apelidos
  - "The Master of the Backbreaker"
  - "The Messiah of the Backbreaker"
- Música de entrada
  - "5 Minutes Alone" por Pantera[9]
  - "Did My Time" por Korn[9]
  - "A Victim, A Target" por Misery Signals[10]

## Campeonatos e prêmios
- American Wrestling Federation
  - AWF Heavyweight Championship (1 vez)
- Championship Wrestling from Florida
  - NWA Florida X Division Championship (2 vezes)[11]
- Full Impact Pro
  - FIP Tag Team Championship (1 vez) – com Erick Stevens[12]
  - FIP World Heavyweight Championship (2 vezes)[13]
- Florida Entertainment Wrestling
  - FEW Heavyweight Championship (1 vez)
- Independent Professional Wrestling
  - IPW Florida Unified Cruiserweight Championship (1 vez)
  - IPW Tag Team Championship (1 vez) – com Sedrick Strong
- Independent Wrestling Association East Coast
  - IWA East Coast Heavyweight Championship (1 vez)[6]
- Independent Wrestling Association Mid-South
  - Revolution Strong Style Tournament (2008)[14]
- Lethal Wrestling Federation
  - LWF Heavyweight Championship (1 vez)
- National Wrestling Alliance

Regional
- NWA Florida X Division Championship (1 vez)

- Pro Wrestling Guerrilla
  - PWG World Tag Team Championship (3 vezes) – com Davey Richards (1), PAC (1) e Jack Evans (1)[15]
  - Dynamite Duumvirate Tag Team Title Tournament (2007) – com PAC[16]
  - Dynamite Duumvirate Tag Team Title Tournament (2008) – com Jack Evans[17]
- Pro Wrestling Illustrated
  - PWI classificou na posição 46 entre os 500 melhores lutadores do PWI 500 em 2010[18]
- Ring of Honor
  - ROH World Championship (1 vez)
  - ROH World Tag Team Championship (1 vez) – com Austin Aries[19]
  - Survival of the Fittest (2005)[6]
- SoCal Uncensored
  - Match of the Year (2006) com Jack Evans vs. Super Dragon e Davey Richards, 4 de março, Pro Wrestling Guerrilla
- South Florida Championship Wrestling
  - SFCW Heavyweight Championship (1 vez)
  - SFCW Tag Team Championship (1 vez) – com Justin Venom
- Wrestling Observer Newsletter
  - Most Improved Wrestler (2005)
- WWE NXT
  - NXT Tag Team Championship (1 vez) – com Bobby Fish, Adam Cole e Kyle O'Reilly
  - NXT North American Championship  ( 1 vez)
  - NXT Cruiserweight Championship (1 vez)